# سان مارتان سور إيسوب
سان مارتان سور إيسوب (بالفرنسية: Saint-Martial-sur-Isop)‏ هي إحدى بلديات مقاطعة فيين العليا في منطقة نأقطانية الجديدة غرب وسط فرنسا.